# Operación Fish
La operación Fish (pescado) es el nombre en clave de una operación planeada por el Gobierno de Su Majestad y ejecutada por la Royal Navy durante la Segunda Guerra Mundial para evacuar a Canadá —en esa época un dominio del Imperio británico— todas las reservas de oro y otros activos del Banco de Inglaterra. Fue el mayor movimiento de riqueza conocido en la historia.

## Antecedentes
En septiembre de 1939, el gobierno británico decretó que todas las personas que vivían en el Reino Unido debían declarar sus valores ante el Tesoro. Incluso antes de que se iniciara oficialmente la Operación Fish, ya se habían enviado convoyes con oro y dinero por valor de millones de libras para comprar armas de los Estados Unidos. Una de esos envíos involucró al comodoro Augustus Willington Shelton Agar y su barco el HMS Emerald. A las 23:18h del 3 de octubre de 1939, el HMS Emerald echó anclas en Plymouth (Inglaterra). Poco tiempo después, el contralmirante Lancelot Ernest Holland estaba informando a Agar sobre su nueva misión. Las instrucciones escritas que le dieron fueron:

Se embarcarán dos millones de libras en lingotes de oro en cada barco a Halifax. Se espera que un vagón de ferrocarril se coloque junto a cada barco alrededor de la 01:00h del 7 de octubre. Se espera que cada camión contenga 148 cajas, cada una con un peso de 130 libras. El número total de cajas está numerado de Z 298 a Z 741 inclusive. Se colocarán guardias en cada camión al llegar al barco. El embarque debe comenzar alrededor de las 06:30h o tan pronto como lo permita la luz del día. Se deben tomar las medidas adecuadas para la supervisión de cada caja desde la descarga del camión hasta la estiba en el barco. Finalmente, se debe enviar un recibo a C en C Western Approaches con el formulario adjunto.

El 7 de octubre de 1939, Emerald zarpó de Plymouth hacia Halifax, Nueva Escocia, con parte de los lingotes de oro del Banco de Inglaterra, con destino a Montreal, Quebec (Canadá), para pagar los materiales de guerra estadounidenses. Como este viaje estaba bajo el más estricto secreto, la tripulación estaba equipada con uniformes «blancos tropicales», para confundir a los agentes de inteligencia alemanes. En compañía de dos antiguos acorazados el HMS Revenge y el HMS Resolution y su buque gemelo el HMS Enterprise, así como del antiguo crucero HMS Caradoc, el Emerald se topó con algunos de los mares más embravecidos que había encontrado Agar en su carrera como capitán. Cuando el convoy llegó a Halifax, el buque había perdido los botes, balsas y varias cargas de profundidad, cables, grilletes y otros equipos valiosos del barco, sin mencionar su avión de observación, un Fairey Seafox.

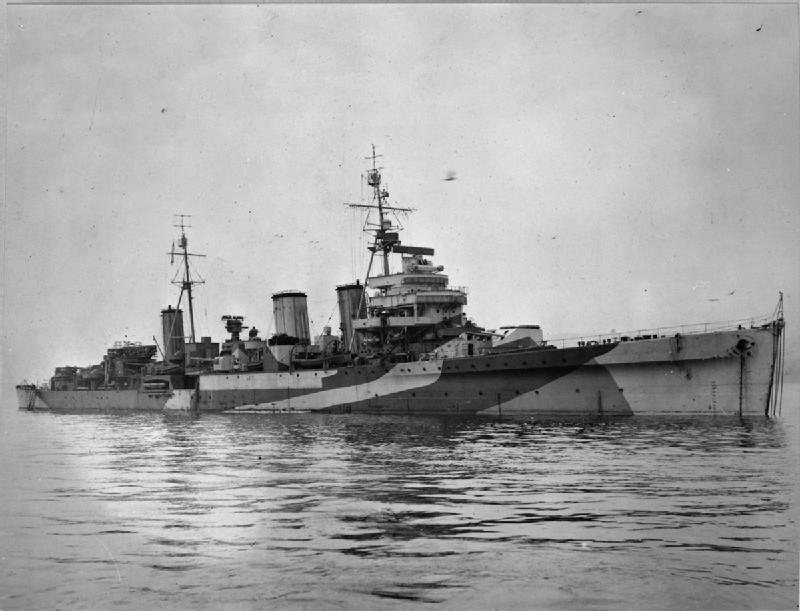
El HMS Enterprise, uno de los buques implicados en la operación

Cuando Winston Churchill formó su gobierno en 1940, la guerra iba mal para los Aliados. Como garantía de que el Imperio podría continuar la lucha si el Reino Unido fuera invadido, Churchill ideó un plan para enviar las reservas de oro británicas a la seguridad que representaba Canadá. Haciendo uso de sus poderes especiales que le habían concedido durante la guerra, el gobierno de Churchill confiscó los valores que el pueblo británico se había visto obligado a registrar a principios de año y, al amparo del mayor de los secretos, los trasladó al puerto de Greenock en Escocia. Luego, hombres que habían jurado guardar el secreto cargaron la riqueza en el crucero ligero clase Emerald HMS Emerald. El barco partió el 24 de junio de 1940, con una escolta de algunos destructores navegó a Canadá. Nuevamente, otra tormenta feroz puso en peligro la operación cuando la alta mar obligó a los barcos a reducir su velocidad, convirtiéndolos en objetivos fáciles para cualquier U-boats que merodeara por la zona. Cuando finalmente llegaron a Halifax, el 1 de julio de 1940, el tesoro británico se transfirió a trenes y el oro se envió a Ottawa, mientras que los valores se enviaron al Sun Life Building en Montreal.
Otro convoy que se organizó en el marco de la Operation Fish zarpó el 5 de julio de 1940, compuesto por cinco barcos cargados con $1,7 mil millones (actualmente unos $32,88 mil millones), que fue el mayor movimiento de riqueza de la historia. En alta mar, se encontraron con su escolta, que incluía el acorazado HMS Revenge, un crucero y varios destructores. El problema surgió cuando uno de los barcos del convoy, un barco polaco, el Batory, cargado con tesoros, tuvo problemas con el motor y se vio obligado a abandonar el convoy, escoltado solo por el HMS Bonaventure; Luego, los dos barcos se encontraron con una densa niebla y, debido a los peligros de los icebergs, se detuvieron, convirtiéndoses en objetivos fáciles para cualquier U-boats que pudiera encontrase por la zona; finalmente, se hicieron las reparaciones necesarias y ambos barcos pudieron llegar a Halifax días después de que los otros barcos del tesoro hubieran llegado.

### Almacenamiento

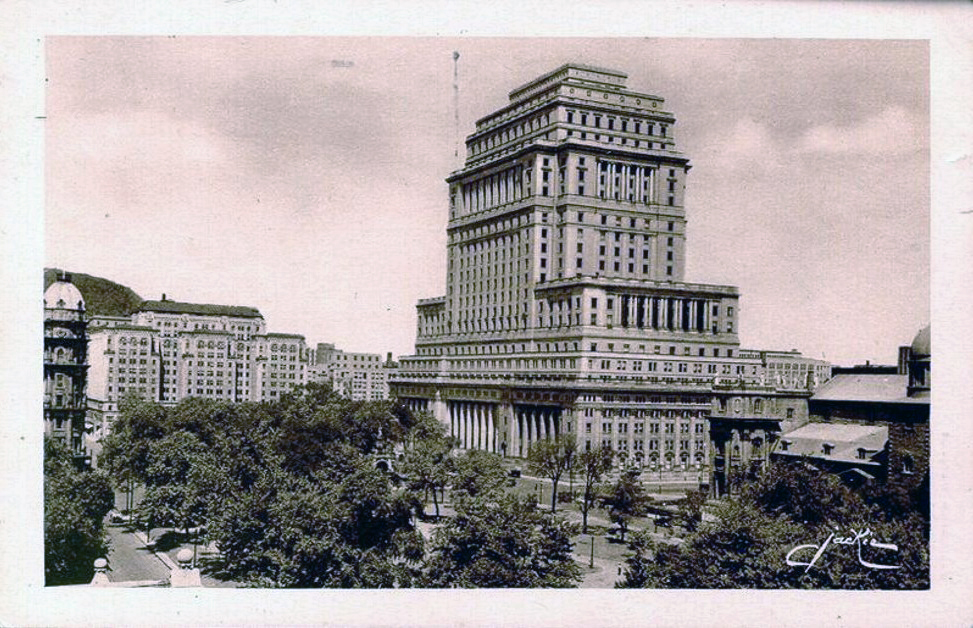
El Sun Life Building en Montreal en 1942

Los valores británicos estaban asegurados en una bóveda subterránea especialmente construida que se edificó rápidamente tres pisos debajo del Sun Life Building en Montreal, y estaban custodiados las 24 horas por la Real Policía Montada de Canadá. Un rumor persistente de que las joyas de la corona del Reino Unido estaban almacenadas allí se difundió deliberadamente en Montreal para tratar de justificar el aumento de la actividad en el edificio. El extremadamente secreto Depósito de Seguridad del Reino Unido, que operaba en la bóveda, organizó la venta de valores negociables de Gran Bretaña en la Bolsa de Valores de Nueva York durante los siguientes años para pagar los gastos de guerra de Gran Bretaña.
Los empleados del Sun Life Building nunca sospecharon lo que estaba almacenado en su sótano, y mientras descargaban los barcos del tesoro, no se perdió ni una sola caja del cargamento. Aunque miles de personas estuvieron involucradas en la operación, las agencias de inteligencia del Eje nunca se enteraron de la operación. Cientos de contadores y banqueros trabajaron incansablemente para catalogar el contenido de miles de cajas sacadas de los barcos. Cuando terminaron, se determinó que $ 2,5 mil millones (actualmente unos $48,36 mil millones) se habían enviado desde el Reino Unido a Canadá sin que se perdiera un solo barco.

## Conmemoración

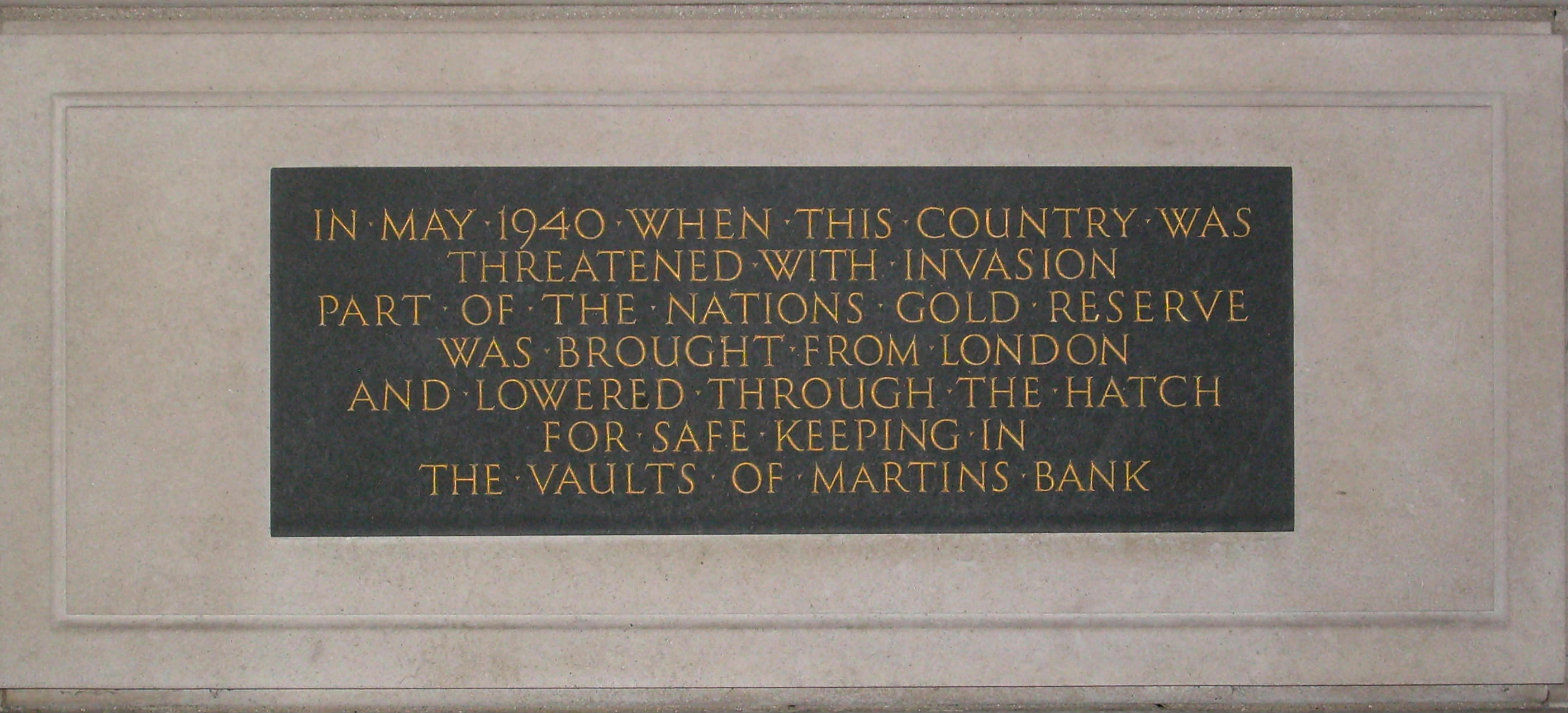
Placa conmemorativa en Martins Bank en Liverpool

Una placa de piedra en la pared exterior del Martins Bank en Water Street en Liverpool conmemora el oro que durante algún tiempo se almacenó allí en su ruta hacia Canadá, la inscripción dice: «En mayo de 1940, cuando este país estaba amenazado por una invasión, parte de la reserva de oro de la nación fue traída desde Londres y bajada a través de está escotilla para su custodia en las bóvedas del Martins Bank».

## En la ficción
El drama de la BBC de 1993 The Bullion Boys describe el transporte de oro del Banco de Inglaterra a Canadá en 1940 a través de Liverpool, y un complot de un grupo de trabajadores portuarios de Liverpool para robar parte de él.